# Rich Hill (giocatore di baseball)
Richard Joseph Hill (Boston, 11 marzo 1980) è un giocatore di baseball statunitense, lanciatore svincolato della Major League Baseball (MLB).

## Carriera
Hill venne selezionato originariamente dai Cincinnati Reds nel 36º turno del draft MLB 1999, ma rifiutò e si iscrisse all'University of Michigan di Ann Arbor. Venne scelto nuovamente nel 7º turno del draft 2001 questa volta dagli Anaheim Angels, ma rifiutò di nuovo. Hill entrò nel professionismo quando venne selezionato nel 4º turno del draft 2002, dai Chicago Cubs.
Debuttò nella MLB il 15 giugno 2005, al Wrigley Field di Chicago contro i Florida Marlins. La prima vittoria la ottenne il 1º luglio 2006 contro gli Arizona Diamondbacks. A partire dalla stagione successiva entrò nella rotazione dei partenti. Nel 2009 fu scambiato con i Baltimore Orioles con cui giocò una sola stagione, con un record di 3-3, prima di diventare free agent e firmare con i Boston Red Sox, dove giocò fino al 2012. Nel 2013 passò ai Cleveland Indians dove giocò una sola stagione e un nuovo primato personale di 63 partite nel ruolo di lanciatore di rilievo.
Dopo avere passato la stagione 2014 con i Los Angeles Angels of Anaheim e i New York Yankees, nel 2015 Hill firmò per fare ritorno ai Red Sox nel mese di agosto. Nella prima parte della stagione 2016 giocò con gli Oakland Athletics, con cui fu premiato come miglior lanciatore del mese di maggio, in cui ebbe un record di 5-1 e una media PGL di 2.13. Il 1º agosto 2016 fu scambiato con i Los Angeles Dodgers, con cui concluse la stagione con un record parziale di 3-2 e 1.83 di media PGL.
Il 5 dicembre 2016, i Dodgers fecero firmara a Hill un nuovo contratto triennale del valore di 48 milioni di dollari. Il 23 agosto, contro i Pittsburgh Pirates, Hill stava lanciando un perfect game nei primi otto inning fino a un errore in difesa di Logan Forsythe nel nono. Rimase in gara fino al decimo inning ma il suo no-hitter fu annullato dal fuoricampo della vittoria di Josh Harrison. Fu il primo home run della storia ad impedire un no-hitter negli extra inning. Fu anche la prima partita perfetta ad essere impedita da un errore nel nono inning, e Hill divenne il primo lanciatore da Lefty Leifield nel 1906 a perdere una partita dopo avere lanciato almeno nove inning, concedendo una sola valida e nessuna base su ball.
Nel 2017, Hill e i Dodgers giunsero fino al World Series 2017 dove furono sconfitti dagli Houston Astros per quattro gare a tre. Divenne free agent dopo il termine della stagione 2019.
Il 31 dicembre 2019, Hill firmò un contratto valido un anno con i Minnesota Twins. Divenne free agent al termine della stagione 2020.
Il 17 febbraio 2021, Hill firmò un contratto annuale del valore di 2.5 milioni di dollari con i Tampa Bay Rays.
Il 23 luglio 2021, i Rays scambiarono Hill con i New York Mets per Tommy Hunter e il giocatore di minor league Matt Dyer. Divenne free agent a fine stagione.
Il 1º dicembre 2021, Hill firmò un contratto annuale con i Boston Red Sox.

## Palmarès
- Lanciatore del mese: 3

AL: maggio 2016, maggio 2021
NL: luglio 2017